# Divoká dámská jízda
Divoká dámská jízda (v anglickém originále Girls Trip) je americká roadtripová romantická komedie z roku 2017, kterou režíroval Malcolm D. Lee a scénář napsali Kenya Barris a Tracy Oliver. V hlavních rolích se objevili Regina Hall, Tiffany Haddish, Larenz Tate, Mike Colter, Kate Walsh, Jada Pinkett Smith a Queen Latifah. Film vypráví příběh čtyř žen z New Orleans, které se rozhodnou vypravit se na hudební festival Essence Music Festival.
Světová premiéra proběhla na filmovém festivalu American Black Film Festival v Miami dne 14. června 2017. Ve Spojených státech byl film promítán od 21. července 2017 v distribuci Universal Pictures. Film získal kladné recenze od kritiků a utržil celosvětově přes 140 milionů dolarů. V České republice snímek v kinech uveden nebyl.

## Obsazení
| Regina Hall        | Ryan Piercef      |
| Queen Latifah      | Sasha Franklin    |
| Jada Pinkett Smith | Lisa Cooper       |
| Tiffany Haddish    | Dina              |
| Larenz Tate        | Julian Stevens    |
| Mike Colter        | Stewart Pierce    |
| Kofi Siriboe       | Malik             |
| Kate Walsh         | Elizabeth Davelli |
| Deborah Ayorinde   | Simone            |
| Lara Grice         | Bethany           |
| Tonea Stewart      | teta Marian       |
| Mike Epps          | prodavač absintu  |

Různí hudebníci a herci si zahráli cameo role, včetně Mariah Carey, Ne-Ya, Faith Evans, Morrise Chestnuta, Gabrielle Dennis, MC Lyte, New Edition, Commona, Estelle, Seana Combse, Carly Hall, Sunnyho Hostina, Williama Levyho, Babyface, Douga E. Freshe, Lalah Hathaway, Maxwella, Mase, Avy DuVernay, Lorraine Toussaint, Jainy Lee Ortiz, Terry McMillan a Iyanla Vanzant.

## Přijetí

### Tržby
Film vydělal 115,1 milionů dolarů v Severní Americe a 23 milionů dolarů v ostatních oblastech, celkově tak vydělal 138,1 milionů dolarů po celém světě. Rozpočet filmu činil 19 milionů dolarů. V Severní Americe byl uveden do kin 21. července 2017. Za první víkend vydělal 31,2 milionů dolarů. Za druhý týdenvydělal 19,6 milionů dolarů a stal se třetím nejnavštěvovanějším filmem týdne, za filmy Dunkerk a Emoji ve filmu. Třetí týden vydělal 11,4 milionů dolarů. Dne 17. srpna 2017 se film stal první komedií roku 2017, která překonala tržbu 100 milionů dolarů.

### Recenze
Film získal pozitivní recenze od kritiků. Na recenzní stránce Rotten Tomatoes získal ze 135 započtených recenzí 90 procent s průměrným ratingem 6,8 bodů z deseti. Na serveru Metacritic snímek získal z 35 recenzí 71 bodů ze sta. Na Česko-Slovenské filmové databázi snímek získal 49%.

## Nominace a ocenění
| Ocenění                                       | Datum ceremoniálu | Kategorie                            | Nominovaný                  | Výsledek  |
| --------------------------------------------- | ----------------- | ------------------------------------ | --------------------------- | --------- |
| African-American Film Critics Association     | 7. února 2018     | Nejlepších deset filmů roku 2017     | Girls Trip                  | 4. místo  |
| African-American Film Critics Association     | 7. února 2018     | Nejlepší komedie                     | Girls Trip                  | vítězství |
| African-American Film Critics Association     | 7. února 2018     | Nejlepší herečka ve vedlejší roli    | Tiffany Haddish             | vítězství |
| Black Reel Awards                             | 16. února 2018    | Nejlepší film                        | Girls Trip                  | nominace  |
| Black Reel Awards                             | 16. února 2018    | Nejlepší režie                       | Malcolm D. Lee              | nominace  |
| Black Reel Awards                             | 16. února 2018    | Nejlepší scénář                      | Kenya Barris a Tracy Oliver | nominace  |
| Black Reel Awards                             | 16. února 2018    | Nejlepší herečka ve vedlejší roli    | Tiffany Haddish             | vítězství |
| Black Reel Awards                             | 16. února 2018    | Nejlepší skladatel                   | David Newman                | nominace  |
| Black Reel Awards                             | 16. února 2018    | Nejlepší obsazení                    | Girls Trip                  | nominace  |
| Critics' Choice Movie Awards                  | 11. ledna 2018    | Nejlepší komedie                     | Girls Trip                  | nominace  |
| Critics' Choice Movie Awards                  | 11. ledna 2018    | Nejlepší herečka ve vedlejší roli    | Tiffany Haddish             | nominace  |
| Critics' Choice Movie Awards                  | 11. ledna 2018    | Nejlepší herečka v komediálním filmu | Tiffany Haddish             | nominace  |
| Detroit Film Critics Society                  | 7. prosince 2017  | Nejlepší herečka ve vedlejší roli    | Tiffany Haddish             | nominace  |
| Detroit Film Critics Society                  | 7. prosince 2017  | Objev roku                           | Tiffany Haddish             | nominace  |
| Dorian Awards                                 |                   | Nejlepší herečka ve vedlejší roli    | Tiffany Haddish             | nominace  |
| Indiewire Critics' Poll                       |                   | Nejlepší herečka ve vedlejší roli    | Tiffany Haddish             | 2. místo  |
| NAACP Image Awards                            | 15. ledna 2018    | Nejlepší film                        | Girls Trip                  | vítězství |
| NAACP Image Awards                            | 15. ledna 2018    | Nejlepší herečka ve vedlejší roli    | Tiffany Haddish             | vítězství |
| NAACP Image Awards                            | 15. ledna 2018    | Nejlepší herečka ve vedlejší roli    | Regina Hall                 | nominace  |
| NAACP Image Awards                            | 15. ledna 2018    | Nejlepší režie (film)                | Malcolm D. Lee              | nominace  |
| NAACP Image Awards                            | 15. ledna 2018    | Nejlepší scénář (film)               | Kenya Barris a Tracy Oliver | nominace  |
| New York Film Critics Circle                  | 3. ledna 2018     | Nejlepší herečka ve vedlejší roli    | Tiffany Haddish             | vítězství |
| North Carolina Film Critics Association       | 2. ledna 2018     | Nejlepší herečka ve vedlejší roli    | Tiffany Haddish             | nominace  |
| Online Film Critics Society                   | 28. prosince 2017 | Nejlepší herečka ve vedlejší roli    | Tiffany Haddish             | nominace  |
| Online Film Critics Society                   | 28. prosince 2017 | Objev roku                           | Tiffany Haddish             | nominace  |
| Phoenix Film Critics Society                  | 19. prosince 2017 | Objev roku                           | Tiffany Haddish             | nominace  |
| Seattle Film Critics Society                  | 18. prosince 2017 | Nejlepší herečka ve vedlejší roli    | Tiffany Haddish             | nominace  |
| Washington D.C. Area Film Critics Association | 8. prosince 2017  | Nejlepší herečka ve vedlejší roli    | Tiffany Haddish             | nominace  |
| Women Film Critics Circle                     | 17. prosince 2017 | Nejlepší obsazení                    | Girls Trip                  | vítězství |
| Women Film Critics Circle                     | 17. prosince 2017 | Josephine Baker Award                | Girls Trip                  | nominace  |
| Women Film Critics Circle                     | 17. prosince 2017 | Nejlepší herečka v komediálním filmu | Tiffany Haddish             | nominace  |